# Izabella Zielińska
Izabella Jadwiga Zielińska (ur. 10 grudnia 1910 w Klimkówce, zm. 20 listopada 2017) – pedagog muzyczny, pianistka.

## Życiorys
Urodziła się i wychowała w rodzinie z tradycjami muzycznymi. Jej ojciec Stanisław Ostaszewski grał na wiolonczeli, babka Emma Ostaszewska była utalentowaną pianistką, a prapradziad Michał Kleofas Ogiński - kompozytorem. 
Uczęszczała do szkoły w Sanoku, a następnie do liceum we Lwowie. Po maturze wyjechała do Belgii do instytutu sióstr urszulanek w Wavre-Notre-Dame, który ukończyła w 1931 r. Następnie uczyła się pod okiem pedagoga muzycznego Bronisława Poźniaka, jako studentka muzykologii na Uniwersytecie Wrocławskim w latach 1938-1939.
Występowała z recitalami w radiu wrocławskim, warszawskim i krakowskim. Koncertowała w Warszawie, Krakowie i Poznaniu. Używała przydomku artystycznego Iza Ostoia. 
W czasie okupacji niemieckiej poświęciła się działalności pedagogicznej, którą prowadziła ją nielegalnie, wbrew zarządzeniom okupanta. 
W 1942 r. wyszła za mąż za Bogdana Zielińskiego (1899-1988).
W 1950 wspólnie z Kazimierą Rojewską założyła Wielkopolskie Studium Muzyczne w Poznaniu. Mieszkała w Kościanie.
Za zasługi w życiu artystycznym i pedagogicznym została uhonorowana w 2010 medalem „Zasłużony Kulturze Gloria Artis”. Postanowieniem prezydenta RP z 14 grudnia 2010 została odznaczona Złotym Krzyżem Zasługi za zasługi w kultywowaniu tradycji muzycznych. 
Pozostawiła po sobie spuściznę epistolograficzną, przechowywaną w zbiorach Ossolineum we Wrocławiu.
Zmarła w wieku 106 lat dnia 20 listopada 2017.